# Luis Acevedo Acevedo
Luis Alberto Acevedo Acevedo (Santiago, 23 de septiembre de 1885-San Pedro de la Paz, 13 de abril de 1913) fue un aviador y ciclista chileno, considerado uno de los pioneros y primer mártir de la aeronáutica de su país.

## Biografía
Tras integrar el club de ciclismo Estrella de Chile, decidió ir a estudiar aviación a Francia en 1911, uniéndose a los cursos de vuelo impartidos en la Escuela Blériot, con sede en París. Aunque inicialmente recibió el apoyo económico de su madre, ello no le fue suficiente y fue apoyado por el también ciclista y luego aviador Clodomiro Figueroa Ponce, quien junto a un familiar conformó la Sociedad Chilena de Aviación Acevedo y Cía., cuyo objeto era costear los estudios de Acevedo y luego aprovechar comercialmente su experiencia en Europa. El 7 de marzo de 1912 Acevedo regresó a Chile con un monoplano Blériot XI y un mecánico, el francés Pierre Coemme.

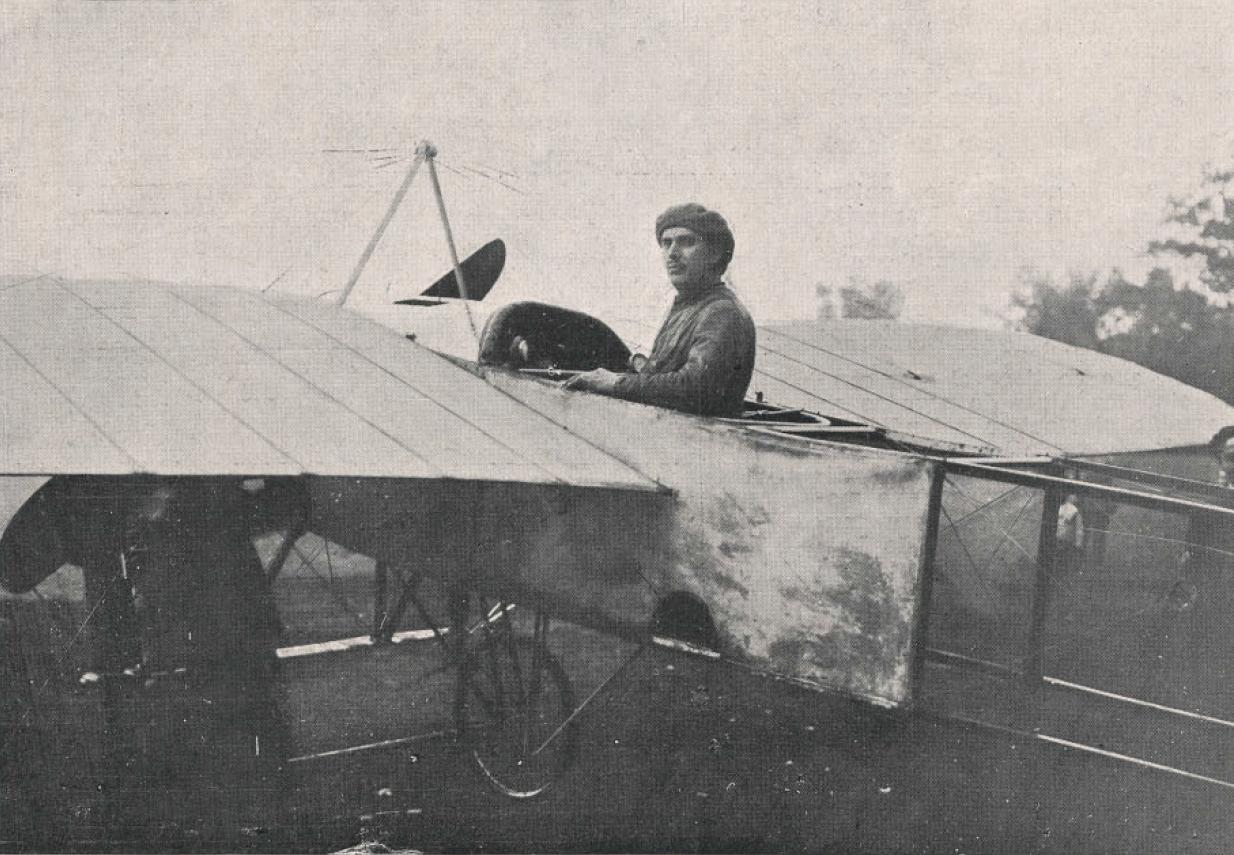
Acevedo conduciendo su Blériot.

La Sociedad Chilena de Aviación se propuso realizar vuelos de exhibición en Santiago; el primero fue ante la prensa, el 17 de abril de 1912 en el Parque Cousiño, en donde el Blériot XI piloteado por Acevedo capotó poco después de despegar. Tras el accidente se tuvo que posponer la exhibición a todo el público planeada originalmente para el 21 de abril, la cual se realizó finalmente el 11 de mayo de 1912 en el Club Hípico. Sin embargo, Acevedo volvería a estrellarse en dicha prueba. Más tarde, en julio de ese año, el Blériot XI capotó por tercera vez en Antofagasta, y terminó por destruirse el 24 de noviembre en el Hipódromo Chile.
Tras la seguidilla de accidentes, se le regaló a Acevedo un nuevo Blériot XI que había sido abandonado en la aduana de Valparaíso, mediante una "suscripción popular" auspiciada por los diarios El Mercurio de Valparaíso y La Unión de Valparaíso. En ese monoplano, Acevedo intentó realizar sus primeros vuelos de largo trayecto. El primero fue la prueba entre Concepción y Talca, el cual logró con éxito el 22 de marzo de 1913, donde batió el récord latinoamericano de altura y velocidad, pues se elevó hasta los 3.180 metros, y tuvo un promedio de 170 kilómetros por hora. La segunda prueba, entre Concepción y Santiago, con la que Acevedo quería acallar los comentarios que lo desprestigiaban, no tuvo el mismo resultado; el 13 de abril de 1913, Acevedo falleció tras estrellarse en el río Biobío, en el sector de San Pedro, al sur de Concepción, frente al numeroso público que esperaba su hazaña. Sus funerales se realizaron el 15 de abril de ese año en Santiago.

## Homenajes póstumos
Tras su muerte, las autoridades locales de la ciudad de Concepción —en ese entonces San Pedro de la Paz pertenecía a dicha comuna— decidieron homenajearlo creando la Plaza Acevedo, cuyo trazado se realizó en 21 de marzo de 1914.[cita requerida] En 1943 el Club Aéreo de Concepción homenajeó a la madre de Acevedo, y bautizó con el nombre del piloto a una aeronave Curtiss-Wright CW-12. Los restos de su madre doña Rosa, descansan en el Cementerio de Lota. 
En San Pedro la Escuela Básica N° 17 fue bautizada con su nombre. Varias comunas de Chile, como Chiguayante, Villarrica, Quilpué y Pichilemu, tienen calles llamadas "Aviador Acevedo".
En la ciudad de Concepción, fue fundado un club deportivo con su nombre el 28 de abril de 1962, el Club Luis Alberto Acevedo.
En la ciudad de Lota, fue fundada la Corporación Club de Deportes Luis Alberto Acevedo el 4 de abril de 1913 en su honor.